# Liste der Naturdenkmale in Mülsen
Die Liste der Naturdenkmale in Mülsen nennt die Naturdenkmale in Mülsen im sächsischen Landkreis Zwickau.

## Definition
„Naturdenkmäler sind rechtsverbindlich festgesetzte Einzelschöpfungen der Natur oder entsprechende Flächen bis zu fünf Hektar, deren besonderer Schutz erforderlich ist
1. aus wissenschaftlichen, naturgeschichtlichen oder landeskundlichen Gründen oder
2. wegen ihrer Seltenheit, Eigenart oder Schönheit.“

„§ 18 – Naturdenkmäler – (zu § 28 BNatSchG)
(1) Die Erklärung nach § 22 Abs. 1 BNatSchG von Teilen von Natur und Landschaft als Naturdenkmal erfolgt durch Rechtsverordnung oder Einzelanordnung.
(2) Über § 28 Abs. 1 BNatSchG hinaus können Naturdenkmäler zur Sicherung von Lebensgemeinschaften oder Lebensstätten von im Bestand gefährdeten oder streng geschützten Arten festgesetzt werden.“

## Liste
Diese Auflistung unterscheidet zwischen Flächennaturdenkmalen (FND) mit einer Fläche bis zu 5 ha (bei Verordnung nach DDR-Recht auch mehr) und Einzel-Naturdenkmalen (ND).
Link zu einem Kartenansichtstool, um Koordinaten zu setzen.
| Bild                          | Bezeichnung                                         | Lage                                                  | Beschreibung | Datum | Nummer       |
| ----------------------------- | --------------------------------------------------- | ----------------------------------------------------- | --- | ----- | ------------ |
| mehr Fotos \| Fotos hochladen | Kiesgrube Thurm                                     | Thurm (50° 46′ 31,8″ N, 12° 33′ 19,9″ O)              | FND. 48015 m² Fläche. Ein komplexer Sekundärlebensraum im Bereich einer ehemaligen Kiesgrube. Sich entwickelnder Wald und mindestens 11 ausgetrocknete oder verlandende Standgewässer. Bemerkenswerte Pflanzenarten sind Rispen-Segge im Feuchtgebiet und Keulen-Bärlapp im Vorwald.                                                              | 2000  | Z364.231.001 |
| BW                            | Wulmer Hang                                         | Wulm (50° 46′ 59,4″ N, 12° 30′ 12,9″ O)               | FND. 28697 m² Fläche. Der extrem steile, maximal 20 Meter hohe Prallhang der Zwickauer Mulde ist seit mehr als 100 Jahren für seine Artenvielfalt bekannt. | 2000  | Z364.231.003 |
| BW                            | Feuchtgebiet im Stangendorfer Wilhelmsgrund         | Stangendorf (50° 46′ 8,7″ N, 12° 33′ 53,2″ O)         | FND. 11949 m² Fläche. Flaches Bachtälchen mit zwei Teichen mit Feuchtwiesensaum. Es gibt zwei kleine Vorkommen der Bach-Nelkenwurz und des Geflügelten Johanniskrautes. Im Nordosten Hochstaudenflur sumpfiger Standorte. | 2004  | Z364.231.007 |
| mehr Fotos \| Fotos hochladen | Erlenbruch im Stangendorfer Wilhelmsgrund           | Stangendorf (50° 46′ 20,9″ N, 12° 34′ 17,5″ O)        | FND. 9998 m² Fläche. Flaches Tälchen mit zu einem Teich aufgestauten Bach. Beim Teicheinlauf ein Walzenseggen-Erlenbruch, umgeben von einem Birken-Eichenwald, einem Lärchenforst sowie einer Streuobstwiese. | 2004  | Z364.231.016 |
| BW                            | Erlenbruch im Burgwald in Mülsen St. Niclas         | Mülsen St. Niclas (50° 43′ 41,6″ N, 12° 37′ 9,6″ O)   | FND. 20878 m² Fläche. Von Schwarzerlen dominierte Bachaue. Besonders naturnahe Waldgesellschaft, die sich modellhaft für wissenschaftlich-vegetationskundliche Untersuchungen eignet. | 2012  | Z364.231.025 |
| mehr Fotos \| Fotos hochladen | Drei Kerbtälchen Mülsen St. Micheln                 | Mülsen St. Micheln (50° 44′ 29,9″ N, 12° 33′ 46,7″ O) | FND. 26688 m² Fläche. Ein FND aus drei Teilflächen. Die Kerbtälchen sind vollständig bewaldet. Sie haben einen hohen Besatz an Frühjahrsblühern. | 1990  | Z364.231.033 |
| BW                            | Drei Kerbtälchen Mülsen St. Micheln                 | Mülsen St. Micheln (50° 44′ 39,8″ N, 12° 33′ 41,4″ O) | FND. 14348 m² Fläche. Ein FND aus drei Teilflächen. Die Kerbtälchen sind vollständig bewaldet. Sie haben einen hohen Besatz an Frühjahrsblühern. | 1990  | Z364.231.033 |
| BW                            | Drei Kerbtälchen Mülsen St. Micheln                 | Mülsen St. Micheln (50° 44′ 45,4″ N, 12° 33′ 40,7″ O) | FND. 13039 m² Fläche. Ein FND aus drei Teilflächen. Die Kerbtälchen sind vollständig bewaldet. Sie haben einen hohen Besatz an Frühjahrsblühern. | 1990  | Z364.231.033 |
| BW                            | Geflecktes Knabenkraut                              | Ortmannsdorf (50° 41′ 56″ N, 12° 37′ 47,7″ O)         | FND. 519 m² Fläche. | 1982  | Z364.231.090 |
| BW                            | Buche am Bad                                        | Mülsen St. Niclas (50° 43′ 29,1″ N, 12° 36′ 35,8″ O)  | ND. | 1999  |              |
| BW                            | 3 Ulmen an der ehemaligen Haltestelle der Kleinbahn | Mülsen St. Micheln (50° 44′ 50,9″ N, 12° 34′ 10″ O)   | Gepflanzt zur Eröffnung der Schmalspurbahn Mosel – Ortmannsdorf im Jahr 1885. Standort neben dem ehemaligen Bahnhofsgelände am alten Bahndamm. Von den an den Haltestellen gepflanzten Ulmen wurden die 1999 noch erhaltenen wegen ihrer Seltenheit unter Schutz gestellt. Die Ulme in Wulm wurde 2011 mit dem Ulmensplintkäfer befallen gefällt. | 1999  |              |
| BW                            | Ulme an der ehemaligen Haltestelle der Kleinbahn    | Niedermülsen (50° 46′ 33,8″ N, 12° 31′ 35,7″ O)       | Gepflanzt zur Eröffnung der Schmalspurbahn Mosel – Ortmannsdorf im Jahr 1885. Standort in der Grünanlage an der Berthelsdorfer Straße, am ehemaligen Haltepunkt der Kleinbahn in Niedermülsen. | 1999  |              |
| Fotos hochladen               | 2 Ulmen an der ehemaligen Haltestelle der Kleinbahn | Stangendorf (50° 45′ 42,6″ N, 12° 33′ 23,5″ O)        | Gepflanzt zur Eröffnung der Schmalspurbahn Mosel – Ortmannsdorf im Jahr 1885. Standort in der Nebenstraße/Weideweg, am ehemaligen Bahnhof der Kleinbahn in Stangendorf. | 1999  |              |
| mehr Fotos \| Fotos hochladen | Lindenallee                                         | Thurm (50° 46′ 32,6″ N, 12° 33′ 4,2″ O)               | Allee beiderseits der Voigtlaider Straße, im Bereich des Einganges zur Motocrossstrecke. | 1999  |              |